# Осек-над-Віслою
Осек-над-Віслою (пол. Osiek nad Wisłą) — село в Польщі, у гміні Оброво Торунського повіту Куявсько-Поморського воєводства.
Населення — 1249 осіб (2011).
У 1975-1998 роках село належало до Торунського воєводства.

## Демографія
Демографічна структура станом на 31 березня 2011 року:
|          | Загалом | Допрацездатний вік | Працездатний вік | Постпрацездатний вік |
| -------- | ------- | ------------------ | ---------------- | -------------------- |
| Чоловіки | 602     | 143                | 412              | 47                   |
| Жінки    | 647     | 165                | 388              | 94                   |
| Разом    | 1249    | 308                | 800              | 141                  |